# U zlaté koule
Budova domu U zlaté koule se nachází na ulici třída Míru, čp. 168 ve čtvrti Nová Ulice v Olomouci. Stavba, jež byla na tomto místě vybudovávána již na konci 19. století, sloužila od počátků jako restaurační zařízení. Proslulý hostinec s letitou tradicí získal svůj název dle plechové zlacené koule zavěšené na kovové konzoli umístěné nad vchodovými dveřmi. Dlouhá léta patřil k vyhledávaným výletním lokalitám a mezi místními se rozšířila zkrácená varianta názvu U koule.